# Ecki Hoffmann
Eckehard „Ecki“ Hoffmann (* 1955 in Karlsruhe) ist ein deutscher Schauspieler, Sänger und Gedichte-Deklamator aus Berlin.

## Werdegang
Hoffmann wuchs in Karlsruhe auf und erhielt von 1985 bis 1987 Schauspielunterricht am Transformtheater in Berlin. Nach Ausbildungsabschluss arbeitete er in seinem Fach an Theatern in Dessau und Berlin. Hoffmann gründete das Tourneetheater, mit dem er zwischen 1993 und 1996 über Land zog, während er zeitgleich eine zweijährige Gesangsausbildung absolvierte. Ab 1996 lernte Hoffmann in der GITIS Masterclass für Schauspiel Berlin/Moskau.

## Wirken
Als Schauspieler wirkt Hoffmann an internationalen Theaterprojekten in Italien, Schweden und Russland. Mit seinem Soloprogramm war er auch im Theaterdiscounter Berlin zu Gast. Regelmäßig steht Hoffmann für Fernsehen und Film vor der Kamera. Seit einigen Jahren ziehen Hoffmanns deklamatorischen Streifzüge durch den Berliner Ortsteil Schöneberg Publikum an. Vor den Wohn- und Wirkungsstätten von Autoren der Weltliteratur trägt Hoffmann deren Prosa, Lyrik und Essays vor.

## Filmografie (Auswahl)

### Fernsehen
- 1998: Hinter Gittern (Regie: Bodo Schwarz)
- 2000: Heimliche Küsse – Verliebt in ein Sex-Symbol
- 2006: SOKO Wismar – Abgezockt (Regie: Peter Lichtefeld)
- 2007: Deutschland deine Lieder (Regie: Daniel Lang)
- 2008: KDD: Sicherheit (Regie: Christian Zübert)
- 2010: Aghet (Regie: Eric Friedler)
- 2011: Ein starkes Team: Am Abgrund
- 2017: Tatort: Dein Name sei Harbinger
- 2019: 23 Morde – Bereit für die Wahrheit?
- 2020: Obsolet (Musikvideo)
- 2021: Der Zürich-Krimi: Borchert und der Mord im Taxi (Fernsehreihe)
- 2022: Die Heiland – Wir sind Anwalt: Die Waffe im Müll

### Kino
- 2004: The Date (Regie: Andreas Samland)
- 2007: Leningrad (Regie: Aleksandr Buravsky)
- 2008: Speed Racer (Regie: Andy und Larry Wachowski)
- 2009: Schautag (Regie: Marvin Kren)
- 2010: LYS (Regie: Krystof Zlatnik)